# Новосілківська сільська рада (Підгаєцький район)
Новосі́лківська сільська́ ра́да — адміністративно-територіальна одиниця та орган місцевого самоврядування в Підгаєцькому районі Тернопільської області. Адміністративний центр — село Новосілка.

## Загальні відомості
- Територія ради: 32,1 км²
- Населення ради: 1 185 осіб (станом на 2001 рік)
- Територією ради протікає річка Коропець

## Населені пункти
Сільській раді підпорядковані населені пункти:
- с. Новосілка

## Населення
За переписом населення України 2001 року в селі мешкало 1179 осіб.

### Мова
Розподіл населення за рідною мовою за даними перепису 2001 року:
| Мова       | Відсоток |
| ---------- | -------- |
| українська | 99,75 %  |
| білоруська | 0,08 %   |
| вірменська | 0,08 %   |
| російська  | 0,08 %   |

## Склад ради
Рада складається з 16 депутатів та голови.
- Голова ради:
- Секретар ради: Головата Галина Василівна

### Керівний склад попередніх скликань
| Прізвище, ім'я, по батькові   | Основні відомості                                                 | Дата обрання | Дата звільнення |
| ----------------------------- | ----------------------------------------------------------------- | ------------ | --------------- |
| Жирський Роман Константинович | Сільський голова, 1968 року народження, освіта вища, безпартійний | 26.03.2006   | 31.10.2010      |
| Жирський Роман Константинович | Сільський голова, 1968 року народження, освіта вища, безпартійний | 31.10.2010   | 16.12.2014      |

Примітка: таблиця складена за даними сайту Верховної Ради України

### Депутати
За результатами місцевих виборів 2010 року депутатами ради стали:

#### За суб'єктами висування
| Суб'єкт висування | Кількість обраних депутатів | %   |
| ----------------- | --------------------------- | --- |
| Самовисування     | 16                          | 100 |

#### За округами
| № округу | Прізвище, ім'я, по батькові    | Дата визнання обраним | Освіта             | Партійна приналежність | Відомості про обраного депутата                                              |
| -------- | ------------------------------ | --------------------- | ------------------ | ---------------------- | ---------------------------------------------------------------------------- |
| 1        | Загородний Богдан Михайлович   | 01.11.2010            | вища               | позапартійний          | Бережан-ський ТСОУ, викладач                                                 |
| 2        | Сулятицький Михайло Михайлович | 01.11.2010            | вища               | позапартійний          | тимчасово не працює                                                          |
| 3        | Котик Володимир Зіновійович    | 01.11.2010            | вища               | позапартійний          | м. Підгайці Вет аптека, провізор                                             |
| 4        | Сабадах Іван Іванович          | 01.11.2010            | середня            | позапартійний          | ТНТК, студент                                                                |
| 5        | Плетеник Марія Михайлівна      | 01.11.2010            | вища               | позапартійна           | Новосілківська с/р, головний бухгалтер                                       |
| 6        | Манявський Руслан Васильович   | 01.11.2010            | вища               | позапартійний          | Поплави дитсадок, вихователь                                                 |
| 7        | Козоріз Іван Петрович          | 01.11.2010            | середня спеціальна | позапартійний          | тимчасово не працює                                                          |
| 8        | Чистух Михайло Іванович        | 01.11.2010            | вища               | позапартійний          | тимчасово не працює                                                          |
| 9        | Сюрпіта Володимир Павлович     | 01.11.2010            | середня            | позапартійний          | Тернопільський національний педагогічний університет ім. В. Гнатюка, студент |
| 10       | Головата Галина Василівна      | 01.11.2010            | вища               | позапартійна           | Новосілківська с/р, секретарс/р                                              |
| 11       | Загородний Назар Богданович    | 01.11.2010            | середня            | позапартійний          | Тернопільський національний педагогічний університет ім. В. Гнатюка, студент |
| 12       | Григора Микола Іванович        | 01.11.2010            | вища               | позапартійний          | тимчасово не працює                                                          |
| 13       | Костів Галина Степанівна       | 01.11.2010            | середня спеціальна | позапартійна           | тимчасово не працює                                                          |
| 14       | Дробей Володимир Михайлович    | 01.11.2010            | вища               | позапартійний          | Тернопільський національний педагогічний університет ім. В. Гнатюка, студент |
| 15       | Ісачкіна Надія Степанівна      | 01.11.2010            | середня            | позапартійна           | тимчасово не працює                                                          |
| 16       | Ценькало Іван Миколайович      | 01.11.2010            | середня            | позапартійний          | Підгаєцькаміська рада, водій                                                 |